# Thống nhất Triều Tiên
Thống nhất Triều Tiên (tiếng Hàn Quốc: 통일, 統一) là giả thuyết đề cập đến khả năng tái thống nhất bán đảo Triều Tiên trong tương lai gần của Cộng hòa Dân chủ Nhân dân Triều Tiên (thường được gọi là Bắc Hàn hoặc Bắc Triều Tiên) và Đại Hàn Dân Quốc (thường được gọi là Nam Hàn hoặc Nam Triều Tiên) dưới một chính quyền trung ương duy nhất hoặc theo mô hình "Một quốc gia, hai chế độ" - tương tự như hình thức của Hồng Kông, Ma Cao với Trung Quốc đại lục hiện nay.
Tiến trình sáp nhập được khởi xướng lần đầu tiên từ Tuyên bố chung Bắc – Nam ngày 15 tháng 6 năm 2000, được tái khẳng định bởi Tuyên bố Bàn Môn Điếm về hòa bình, thịnh vượng và thống nhất bán đảo Triều Tiên vào tháng 4 năm 2018, nơi hai miền đồng ý cùng nhau hướng tới một sự thống nhất hòa bình trong tương lai và cũng được nêu ra trong bản tuyên bố chung của tổng thống Hoa Kỳ Donald Trump cùng nhà lãnh đạo Kim Jong-un của Bắc Triều Tiên tại Hội nghị Thượng đỉnh Singapore vào tháng 5 năm 2018. Việc tái thống nhất được kỳ vọng sẽ mang lại lợi ích to lớn và vững mạnh cho cả hai quốc gia. Đặt tham vọng biến "Triều Tiên thống nhất" trở thành một đại cường quốc mới trên thế giới, sánh ngang các nước G7.
Trước Thế chiến 2, toàn bộ bán đảo Triều Tiên thuộc về một quốc gia có lịch sử hàng nghìn năm, được biết đến qua các tên gọi cũ lần lượt là Cao Ly, nhà Triều Tiên và Đế quốc Đại Hàn. Sau Thế chiến 2 (1945), Triều Tiên bị chia thành hai quốc gia dọc theo vĩ tuyến 38 (nay là khu phi quân sự Triều Tiên). Miền Bắc bán đảo Triều Tiên nằm dưới sự điều hành của Liên Xô trong những năm đầu sau chiến tranh, còn miền Nam bán đảo Triều Tiên được quản lý bởi Hoa Kỳ. Năm 1950, chính quyền Bắc Triều Tiên tìm cách thống nhất với Hàn Quốc bằng vũ lực, khởi đầu bằng chiến tranh Triều Tiên, nhưng rồi cuối cùng kết thúc trong bế tắc vào năm 1953. Kể từ khi kết thúc chiến tranh, việc thống nhất đất nước đã trở nên khó khăn hơn khi mà hai quốc gia ngày càng trở nên cách biệt về chính trị, tư tưởng, đặc biệt là kinh tế. Tuy nhiên, vào đầu năm 2018, mối quan hệ giữa Bắc Triều Tiên và Hàn Quốc đã có những tín hiệu nồng ấm, bắt đầu với sự tham gia của đoàn vận động viên Bắc Triều Tiên vào Thế vận hội Mùa đông 2018 tại Hàn Quốc cùng nhiều tiến trình thúc đẩy hòa bình lâu dài cho bán đảo. Dưới thời tổng thống Moon Jae-in, một người theo chủ trương ôn hòa cùng đường lối ngoại giao mềm mỏng, hai miền được hy vọng sẽ tái thống nhất trong hòa bình - sớm nhất là vào năm 2045.

## Chia cắt

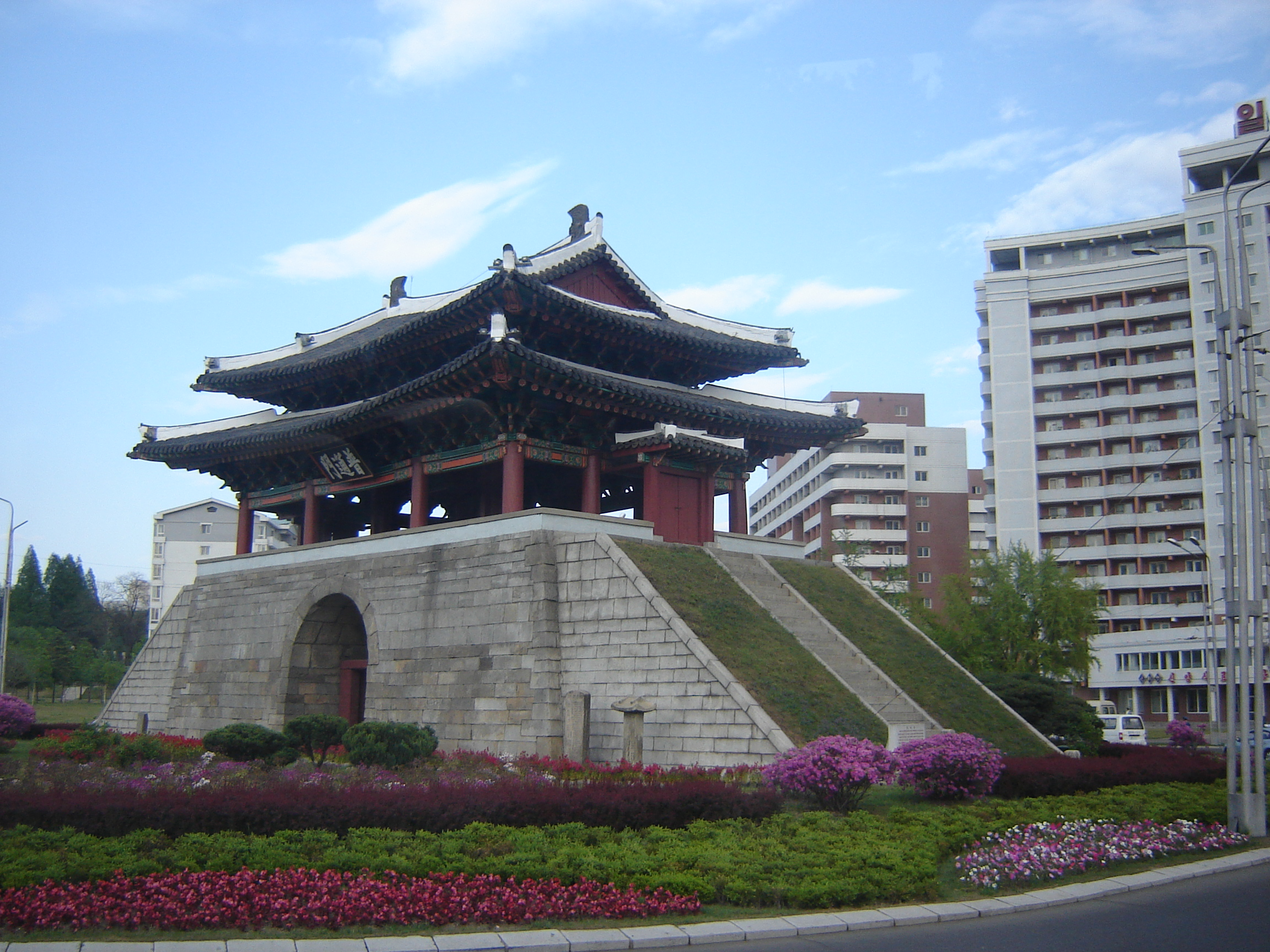
Cổng Potong, cổng phía tây của khu phức hợp bên trong thành phố có tường bao quanh Bình Nhưỡng

Sự chia cắt hiện tại của bán đảo Triều Tiên là kết quả của các quyết định được đưa ra vào cuối cuộc Chiến tranh thế giới thứ hai. Năm 1910, Đế quốc Nhật Bản sáp nhập Triều Tiên, và cai trị quốc gia này cho đến khi đầu hàng trong Thế Chiến II. Thỏa thuận độc lập Triều Tiên chính thức tiến hành vào ngày 1 tháng 12 năm 1943, khi Hoa Kỳ, Trung Quốc và Anh ký Tuyên bố Cairo, nêu rõ: "Nhận thức được ách nô lệ mà nhân dân Triều Tiên đang phải chịu đựng, ba cường quốc trên đây kiên định rằng Triều Tiên phải được tự do và độc lập." Năm 1945, Liên Hợp Quốc đã xây dựng kế hoạch ủy trị Triều Tiên.
Việc phân chia bán đảo thành hai khu vực chiếm đóng quân sự đã được thỏa thuận – một khu vực phía bắc do Liên bang Xô viết quản lý và một khu vực phía nam do Hoa Kỳ quản lý. Vào nửa đêm ngày 10 tháng 8 năm 1945, hai đại tá quân đội đã chọn vĩ tuyến 38 Bắc là một đường phân chia. Quân đội Nhật Bản ở phía bắc của tuyến này đã đầu hàng Liên Xô và quân đội ở phía Nam đầu hàng Hoa Kỳ. Đây không phải là dự định ban đầu của một sự phân chia lâu dài, nhưng cục diện chính trị thời Chiến tranh Lạnh đã dẫn đến việc thành lập hai chính phủ riêng biệt ở hai miền vào năm 1948 và những căng thẳng gia tăng đã ngăn cản sự hợp tác. Mong muốn của nhiều người dân Triều Tiên về một sự thống nhất trong hòa bình đã kết thúc khi Chiến tranh Triều Tiên nổ ra vào năm 1950. Vào tháng 6 năm 1950, quân đội Triều Tiên xâm chiếm Hàn Quốc. Mao Trạch Đông ủng hộ cuộc đối đầu với Hoa Kỳ và Joseph Stalin miễn cưỡng tán thành việc xâm lăng. Sau ba năm chiến tranh có sự tham gia của cả hai miền Triều Tiên, Trung Quốc và các lực lượng Liên Hợp Quốc do Hoa Kỳ lãnh đạo, cuộc chiến đã kết thúc với một thỏa thuận đình chiến ở khoảng cùng ranh giới phân chia cũ.

## Sau Chiến tranh Triều Tiên
Mặc dù hiện nay là các thực thể chính trị riêng biệt, các chính phủ Bắc Triều Tiên và Hàn Quốc đã tuyên bố sự phục hồi cuối cùng của bán đảo Triều Tiên dưới một nhà nước duy nhất là mục tiêu của cả hai. Sau "cú sốc Nixon" vào năm 1971 dẫn đến những chuyển biến quan trọng trong bang giao giữa Hoa Kỳ và Trung Quốc, các chính phủ của hai miền Triều Tiên đã ra Tuyên bố chung Bắc-Nam ngày 4 tháng 7 năm 1972 rằng một đại diện của mỗi chính phủ đã bí mật đến thăm thành phố thủ đô của phía bên kia và cả hai bên đã đồng ý với một tuyên bố chung giữa 2 miền của đất nước, phác thảo các bước sẽ thực hiện để đạt đến thống nhất trong hòa bình của dân tộc Triều Tiên:
1. Việc thống nhất sẽ đạt được thông qua những nỗ lực độc lập của hai miền Triều Tiên mà không bị áp đặt bởi sự can thiệp của bên ngoài.
2. Việc thống nhất sẽ đạt được thông qua các phương tiện hòa bình, và không thông qua việc sử dụng vũ lực chống lại nhau.
3. Là một dân tộc đồng nhất, một sự thống nhất vĩ đại sẽ được đặt lên trên tất cả, vượt qua mọi khác biệt về tư tưởng, lý tưởng và chế độ.
4. Để giảm bớt căng thẳng, và nuôi dưỡng bầu không khí tin cậy lẫn nhau giữa miền Nam và miền Bắc, hai bên đồng ý không vu khống hoặc phỉ báng lẫn nhau, không tiến hành khiêu khích vũ trang dù trên quy mô lớn hay nhỏ, và các biện pháp tích cực để ngăn chặn sự cố quân sự vô ý.
5. Hai bên, để khôi phục lại quan hệ quốc gia bị cắt đứt, thúc đẩy sự hiểu biết lẫn nhau, và tiến hành thống nhất hòa bình độc lập, đồng ý thực hiện các trao đổi khác nhau trong nhiều lĩnh vực.
6. Hai bên đồng ý hợp tác tích cực với nhau để tìm kiếm sự thành công sớm của các cuộc đàm phán Chữ thập đỏ Bắc – Nam, đang được tiến hành với những kỳ vọng nhiệt thành của toàn dân.
7. Hai bên, để ngăn chặn sự bùng nổ của các sự cố quân sự bất ngờ và giải quyết trực tiếp, kịp thời và chính xác với các vấn đề phát sinh giữa miền Bắc và miền Nam, đồng ý lắp đặt đường dây điện thoại trực tiếp giữa Seoul và Bình Nhưỡng.
8. Hai bên, để thực hiện các mục đã thống nhất nói trên, để giải quyết các vấn đề tồn tại giữa miền Bắc và miền Nam, và giải quyết vấn đề thống nhất trên cơ sở các nguyên tắc thống nhất thống nhất Tổ quốc, đồng ý thành lập và điều hành một Ủy ban điều phối Bắc-Nam đồng chủ tọa bởi Lee Hu-rak (đại diện miền Nam) và Kim Yong-ju (đại diện miền Bắc).
9. Hai bên kiên quyết thuyết phục rằng các mục đã đồng ý nói trên tương ứng với nguyện vọng chung của toàn thể nhân dân, những người đang sốt ruột trông mong sự thống nhất Tổ quốc, long trọng cam kết sẽ bảo đảm trước toàn thể nhân dân hai miền Triều Tiên rằng họ sẽ thực hiện một cách trung thực từng mục đã thỏa thuận ở trên.[11]

Tuy nhiên, Ủy ban điều phối Bắc-Nam đã bị giải tán vào năm sau sau khi không có tiến triển nào trong việc thực thi thỏa thuận. Vào tháng 1 năm 1989, người sáng lập Hyundai, Jung Ju-young, đã đi thăm Triều Tiên và xúc tiến du lịch ở núi Kumgang. Sau mười hai năm gián đoạn, các thủ tướng của hai miền Triều Tiên đã gặp nhau tại Seoul vào tháng 9 năm 1990 để tham gia vào cuộc họp Hội nghị thượng đỉnh Liên Triều hay Đối thoại cấp cao. Trong tháng 12, hai nước đã đạt được thỏa thuận về các vấn đề hòa giải Bắc – Nam trong "Hiệp định hòa giải, không xâm phạm, hợp tác và trao đổi giữa miền Bắc và miền Nam," tuy nhiên các thỏa thuận lại một lần nữa thất bại sau khi kiểm tra các cơ sở hạt nhân của Triều Tiên. Năm 1994, sau chuyến thăm của Tổng thống Hoa Kỳ Jimmy Carter đến Bình Nhưỡng, các nhà lãnh đạo của hai miền Triều Tiên đồng ý gặp nhau, nhưng cuộc họp đã bị đình chỉ sau sự kiện Kim Nhật Thành qua đời tháng 7 năm đó và phải hoãn lại tới tận năm 2000 trong nhiệm kỳ lãnh đạo mới của 2 miền.
Vào tháng 6 năm 2000, Triều Tiên và Hàn Quốc đã ký Tuyên bố chung Bắc-Nam ngày 15 tháng 6, trong đó cả hai bên hứa sẽ tìm kiếm một sự thống nhất hòa bình:
1. Miền Bắc và miền Nam đồng ý giải quyết vấn đề thống nhất đất nước một cách tự chủ sau những nỗ lực phối hợp của hai miền.
2. Miền Bắc và miền Nam, thừa nhận rằng cơ chế Liên bang cấp thấp được miền Bắc đề xướng và cơ chế chính phủ Liên hợp của miền Nam để thống nhất đất nước có sự tương đồng, đồng ý làm việc cùng nhau để thống nhất theo hướng này trong tương lai.
3. Miền Bắc và miền Nam đồng ý giải quyết các vấn đề nhân đạo càng sớm càng tốt, bao gồm cả tổ chức thăm viếng qua lại giữa các gia đình và họ hàng bị ly tán và vấn đề tù nhân dài hạn không cải tạo, nhân ngày kỷ niệm 15 tháng 8 cùng năm.
4. Miền Bắc và miền Nam đồng ý thúc đẩy sự phát triển cân bằng của nền kinh tế quốc gia thông qua hợp tác kinh tế và xây dựng niềm tin lẫn nhau bằng cách khởi động hợp tác và trao đổi trong mọi lĩnh vực, xã hội, văn hóa, thể thao, y tế công cộng, môi trường, v.v...
5. Miền Bắc và miền Nam đồng ý tổ chức một cuộc đối thoại giữa các quan chức có thẩm quyền càng sớm càng tốt để nhanh chóng đưa các điểm được thoả thuận nêu trên vào thực tiễn.

Một đội vận động viên dưới cờ Triều Tiên thống nhất đã tham dự lễ khai mạc của các Thế vận hội 2000, 2004 và 2006, nhưng đội tuyển quốc gia Triều Tiên và Hàn Quốc thi đấu riêng biệt. Đã có kế hoạch cho một đội tuyển thực sự thống nhất tại Thế vận hội mùa hè 2008, nhưng hai nước không thể đồng thuận về các chi tiết để thực hiện nó. Trong Giải vô địch quần vợt thế giới 1991 tại Chiba, Nhật Bản, hai quốc gia đã thành lập một đội thống nhất. Đội tuyển nữ Triều Tiên Thống nhất môn khúc côn cầu băng tham gia thi đấu dưới một mã quốc gia IOC riêng biệt (COR) trong Thế vận hội Mùa đông 2018. Tổng thống Moon Jea-in nói rằng đất nước sẽ cố gắng tái thống nhất hòa bình vào năm 2045, tròn 100 năm nước Triều Tiên được giải phóng khỏi Thực dân Nhật; Phe cánh tả ủng hộ giải pháp liên bang, bang liên hoặc 1 quốc gia-2 chế độ trong khi phe cánh hữu ủng hộ việc làm sáp nhập miền Bắc vào miền Nam để mở rộng chủ quyền quốc gia họ của chính quyền Seoul giống như Đức và Yemen. 2 Chính phủ đang nỗ lực làm tái thống nhất.